# Акбом
Акбом, Ак-Боом (алт. Ак-Боом) — село в Онгудайском районе Республики Алтай России. Входит в состав Ининского сельского поселения.

## История
Ак-Боом в переводе с алтайского «белая гора».

## География
Расположено в горно-степной зоне центральной части Республики Алтай и находится у реки Чуя.
Уличная сеть состоит из одного географического объекта: ул. Ак Бомская.

## Население
| 2010 | 2011 | 2012 | 2013 | 2014 | 2015 |
| ---- | ---- | ---- | ---- | ---- | ---- |
| 23   | →23  | →23  | ↘22  | →22  | ↘20  |
| 2016 |      |      |      |      |      |
| ↘19  |      |      |      |      |      |

Национальный состав
Согласно результатам переписи 2002 года, в национальной структуре населения алтайцы составляли 93 % от общей численности населения в 93 жителя

## Инфраструктура
Личное подсобное хозяйство. Животноводство.

## Транспорт
От села идёт подъездная дорога на федеральную автотрассу Р-256 «Чуйский тракт».
Просёлочные дороги.